# Ensamme George

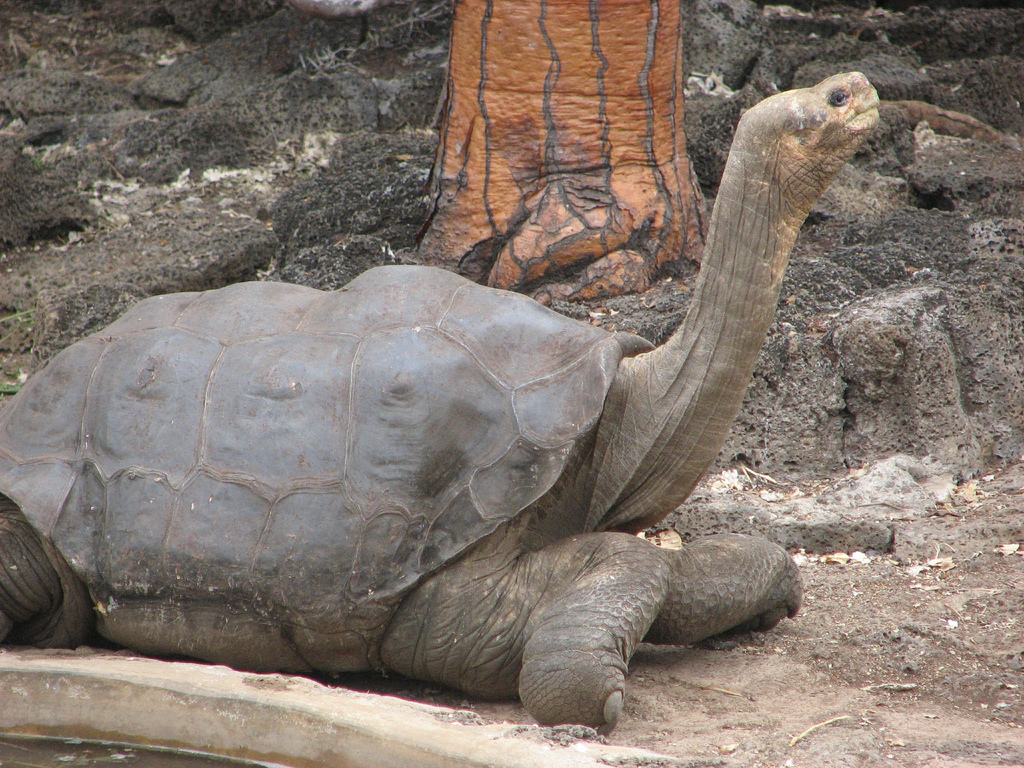
Ensamme George år 2006.

Ensamme George, även känd som Lonesome George (spanska: Solitario George), född cirka 1910 på ön Pinta på Galápagosöarna, död 24 juni 2012 på Charles Darwin Research Station på ön Santa Cruz var en galapagossköldpadda (Chelonoidis niger). Han tillhörde taxonet abingdonii och var den sista av sin art. 

## Biografi
George hittades på Pinta av ungraren József Vágvölgyi, den 1 november 1971, efter att öns vegetation hade förstörts av förrymda getter. Han flyttades året därpå till forskningsstationen på grannön Santa Cruz.

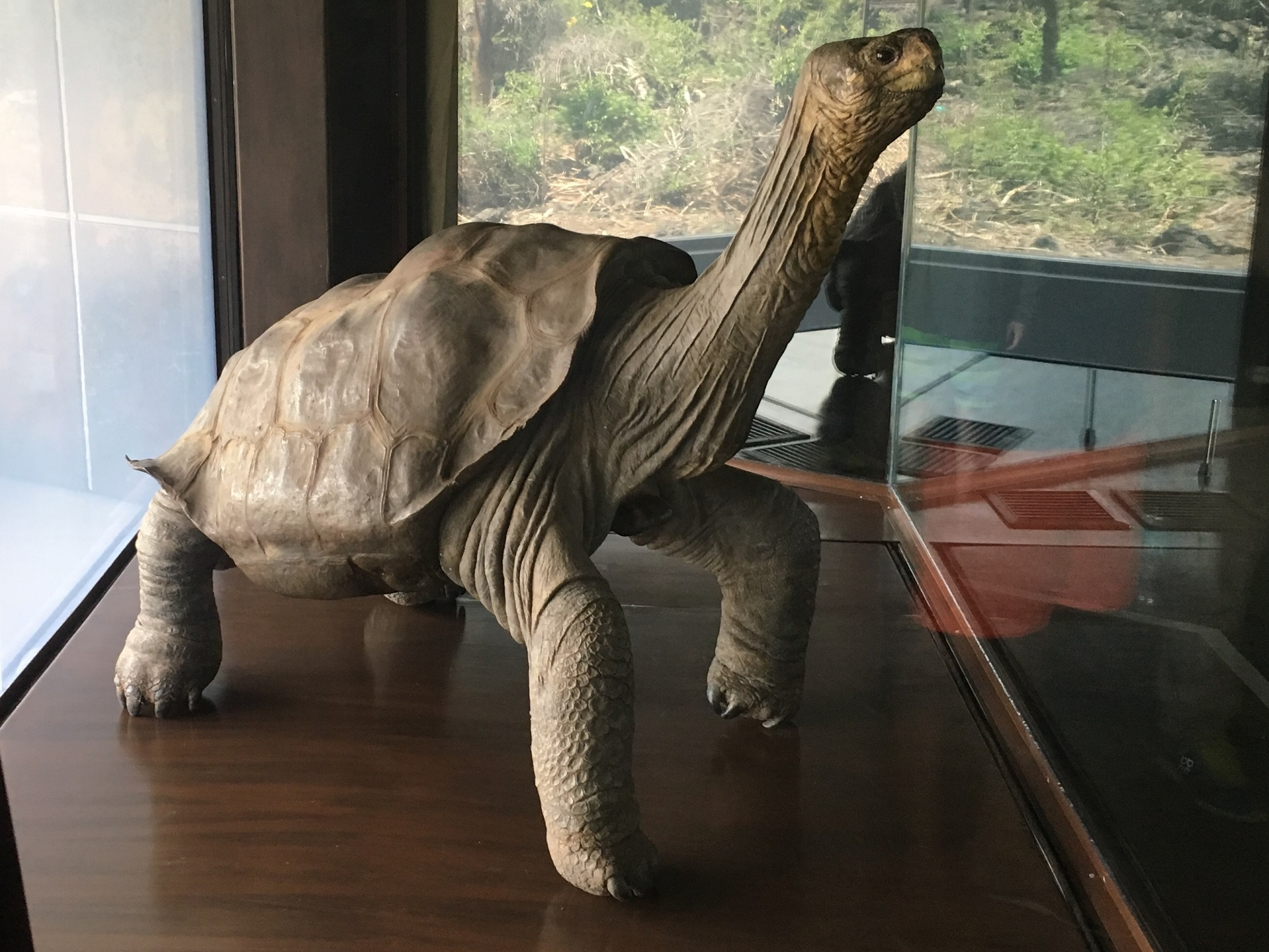
Ensamme George utställd på Santa Cruz.

Man försökte para George med honor av andra närbesläktade taxon, men inga av dessa ägg kläcktes. 2012 avled han, vid cirka 102 års ålder.

### Efterspel
Efter sin död flögs George till New York där han stoppades upp, och fram till september 2014 ställdes han ut på American Museum of Natural History. År 2017 återvände George till Galápagosöarna, där han numera ingår i den permanenta utställningen vid forskningsstationen på Santa Cruz.
År 2020 fann en vetenskaplig expedition på ön Isabela en ung hona, som man tror är ättling i rakt nedstigande led till en renrasig individ av samma art som George. Man fann även ett tjugotal ättlingar till en art från ön Floreana, en art som tidigare ansågs utdöd. Detta har förstärkt hypoteser om att sjörövare och valfångare under 1800-talet troligen flyttade sköldpaddor från olika öar till området runt Wolfvulkanen på Isabela.